# 巴杜阿留斯
巴杜阿留斯是东罗马帝国的一位贵族，是皇帝查士丁二世的女婿。宣信者狄奧法內斯错误地将其称作皇帝的兄弟。

## 生平
他可能是528年活跃于小斯基提亚的同名将领之孙。拉丁语诗人弗拉维乌斯·克雷斯考尼乌斯·科里普斯记载道，巴杜阿留斯在565年11月14日查士丁升为皇帝之后，马上接任了其宫廷近卫军首领（curopalates）的位置。与此同时，他还有着“贵族”的头衔。
约566/567年，巴杜阿留斯被指派到多瑙河下游（默西亚和小斯基提亚）招兵买马，协助格皮德人对抗伦巴第人。拜占庭人初战告捷，但是格皮德国王库尼蒙德拒绝依照承诺归还色米姆。在离开并独自对阵伦巴第人和阿瓦尔人时，库尼蒙德战败被杀。巴杜阿留斯在此战役中的具体职位并不清楚，可能是伊利里库姆陆军总长，一位并未有实际指定地区的步兵统领，或者是军队财务官（quaestor exercitus）。
573年，他被派往意大利抵御伦巴第人占据半岛的行为，但是在576年被击败，此后不久离世。

### 家庭
巴杜阿留斯迎娶了查士丁的女儿阿拉比亚，两人可能有一个女儿菲尔米娜（Firmina），在一个可追溯至564年的铭文中提及。但是铭文模糊不清：其中的一个希腊单词可能是“γενημένη”或“γενόμενη”。前者意味着“由……生下”，意味着菲尔米娜是阿拉比亚的女儿；后者则意为“成为……的……”，西里尔·曼戈则将其读作“成为阿拉比亚保姆的菲尔米娜。”

### 脚注
1. 1 2 3  Martindale 1992，第164頁.
2. ↑  Martindale 1992，第164, 364頁.
3. ↑  Martindale 1992，第102, 484頁.
4. ↑  Shahîd 1995，p. 319 (Footnote #45).

### 书籍
- Martindale, John R. (编). . . Cambridge: Cambridge University Press. 1992. ISBN 0-521-20160-8.
- Shahîd, Irfan. . Washington, District of Columbia: Dumbarton Oaks. 1995  [2020-03-24]. ISBN 978-0-88402-214-5. （原始内容存档于2016-05-16）.